# Lecananthus pentander
Lecananthus pentander är en måreväxtart som först beskrevs av Elmer Drew Merrill, och fick sitt nu gällande namn av Christian Puff. Lecananthus pentander ingår i släktet Lecananthus och familjen måreväxter. Inga underarter finns listade i Catalogue of Life.